# Estisch Zangfeest
Het Estisch Zangfeest (Estisch: üldlaulupidu, üld-, ‘algemeen’ + laulupidu, ‘zangfeest’) is een van de grootste zangmanifestaties in de wereld. Tijdens het feest treden amateurkoren uit heel Estland op. Het evenement staat sinds 2008 op de Lijst van meesterwerken van het orale en immateriële erfgoed van de mensheid van de UNESCO. Het wordt in principe iedere vijf jaar in juli gehouden in Tallinn en duurt twee dagen. 
Op het eind van het feest treden alle koren gezamenlijk op. Dan zijn er in totaal zo’n 25.000 zangers op het reusachtige podium. Bij het laatste festival, in 2019, telde het publiek zo’n 100.000 mensen.
Het repertoire bestaat uit Estische volksmuziek en muziek die in de stijl daarvan geschreven is. Estische componisten als Mart Saar, Cyrillus Kreek en Veljo Tormis hebben liederen geschreven voor het zangfeest.

## Geschiedenis

### Russische tijd: 1869-1918

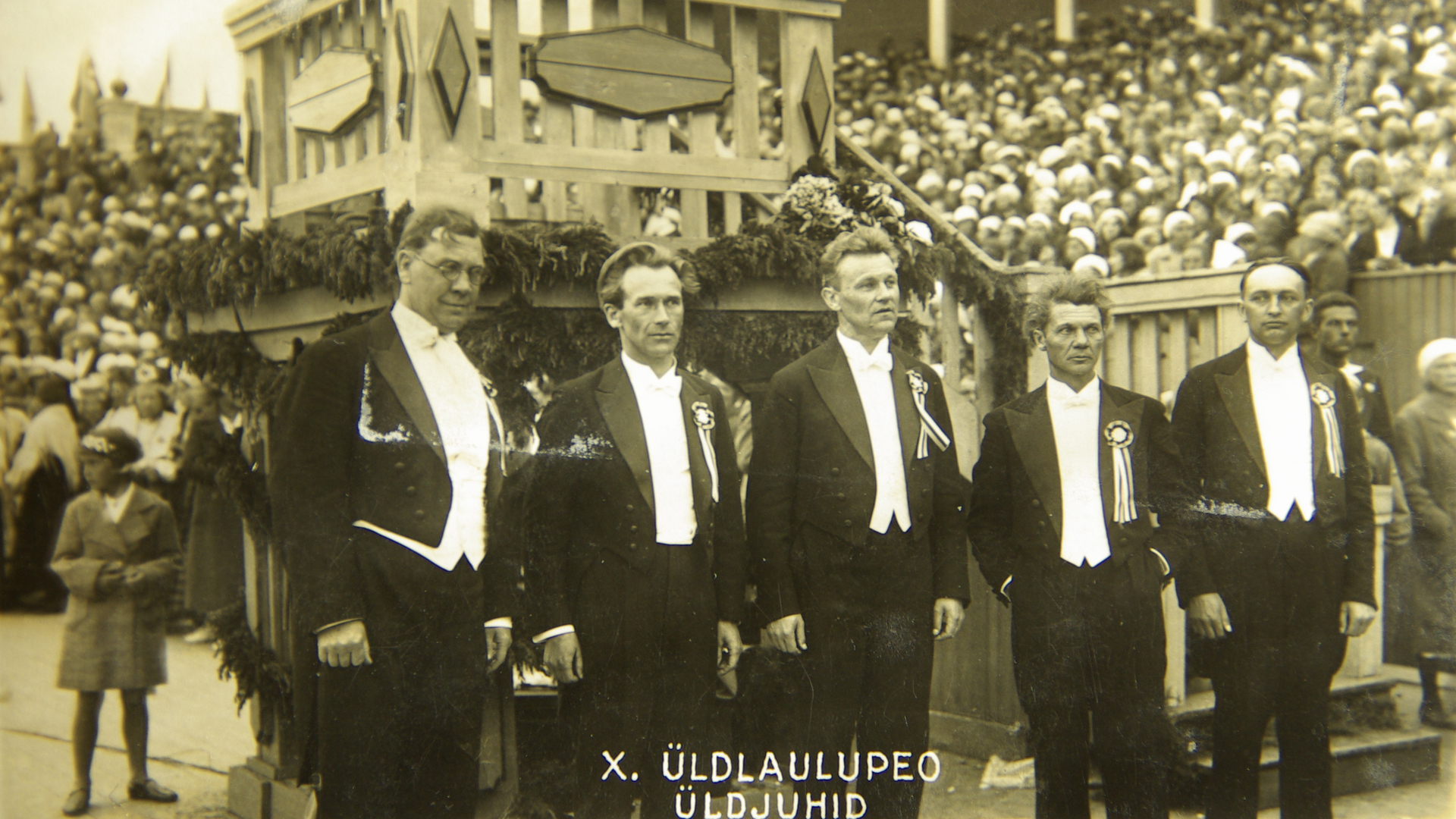
Een foto van het tiende zangfeest, gehouden op 24 juni 1933, met de dirigenten, v.l.n.r. Raimund Kull, Tuudur Vettik, Juhan Aavik, Juhan Simm en Verner Nerep (foto: E. Kald)

De initiatiefnemer van het zangfeest was de schrijver en verzamelaar van volksliedjes Johann Voldemar Jannsen (1819–1890). In april 1867 vroeg hij aan de Russische autoriteiten toestemming voor een groot Estisch zangfeest in Tartu. De officiële aanleiding was de vijftigste verjaardag van de afschaffing van de lijfeigenschap in Estland en Lijfland door de Russische tsaar Alexander I in 1819. Op deze manier hoopte Jannsen eventuele bezwaren van de Russische autoriteiten en van de toen zeer machtige Duitstalige elite in Estland en Lijfland te omzeilen. Toch kwam de toestemming pas op 20 februari 1869, vier maanden voor de geplande datum.
Van 18 t/m 20 juni 1869 werd het eerste Estische zangfeest gehouden, met ongeveer 850 zangers en 15.000 toeschouwers. Er deden alleen mannenkoren en blaasorkesten mee. Omdat er nog weinig Estische liederen opgetekend waren, werden maar twee Estische liederen (beide geschreven door Lydia Koidula), en daarnaast twee Finse liederen gezongen. Een van die twee was het lied Maamme, dat door Jannsen van een nieuwe Estische tekst was voorzien: Mu isamaa, mu õnn ja rõõm (Mijn vaderland, mijn geluk en vreugde). Maamme werd later het Finse en Mu isamaa, mu õnn ja rõõm het Estische volkslied. De twee volksliederen hebben dus dezelfde melodie. Alle andere liederen die op het zangfeest werden gezongen, waren in het Duits.
Het zangfeest inspireerde de Letten om een eigen zangfeest op te zetten. Het eerste vond plaats in 1873. Het eerste Litouwse zangfeest vond door tegenwerking van de autoriteiten pas in 1924 plaats, toen Litouwen onafhankelijk was geworden.
Laksheid van de autoriteiten was de oorzaak dat het volgende Estische zangfeest pas in 1879 kon plaatsvinden. Het derde zangfeest vond in 1880 plaats, ditmaal in Tallinn. Voor het eerst deden nu ook vrouwenkoren mee. De blaasorkesten waren inmiddels geruisloos verdwenen. Het vierde (1891) en vijfde (1894) zangfeest werden weer in Tartu gehouden. Het aantal Estische liederen werd daarbij steeds groter.
Bij de zesde editie, in 1896, werd het feest verplaatst naar Tallinn, waar het sindsdien gebleven is. De officiële aanleiding voor het feest was ditmaal de kroning van tsaar Nicolaas II, die ruim een week voor het feest had plaatsgevonden. Het zangfeest werd afgesloten met het lied Mu isamaa, mu õnn ja rõõm, maar wel direct gevolgd door God, behoed de tsaar!

### Eerste Wereldoorlog en onafhankelijkheid: 1914-1940
Tijdens de Eerste Wereldoorlog lag het zangfeest stil. Na de zevende editie in 1910 vond de achtste pas in 1923 plaats, in de tijd van het onafhankelijke Estland. In die jaren werden de zangfeesten een onderdeel van de nieuw verworven nationale identiteit. Tussen 1923 en 1938 werden de feesten georganiseerd door de Bond van Estische Zangers (Eesti Lauljate Liit). In 1933 werd het feest voor het eerst op de radio uitgezonden.
In 1934 werd in Tallinn een dansfestival gehouden, waar 1.500 volksdansers optraden. In 1939 volgde een tweede editie. In 1947 werden het zangfeest en het dansfestival gecombineerd. Ze worden sindsdien ongeveer tegelijkertijd gehouden, maar wel op verschillende locaties. De vaste plaats voor het dansfestival is het Kalevi Keskstaadion (het ‘Centrale Kalevstadion’, naar koning Kalev uit het Estische nationale epos Kalevipoeg) in de wijk Juhkentali.

### Tweede Wereldoorlog en sovjetbezetting: 1940-1991
Ook tijdens de Tweede Wereldoorlog werd geen zangfeest gehouden. Pas in 1947 kwam er, onder Sovjetbezetting, weer een zangfeest. Tot het herstel van de onafhankelijkheid in 1991 werd het feest tien maal gehouden.  De Sovjetautoriteiten waakten zorgvuldig over de inhoud, die in dienst moest staan van de communistische propaganda. Ook Russische liederen werden op het programma gezet. Regelmatig traden koren van het Rode Leger op. Een aantal ‘nationalistische ’ liederen, waaronder uiteraard Mu isamaa, mu õnn ja rõõm, waren verboden. Een lied van Lydia Koidula, Mu isamaa on minu arm (‘Mijn vaderland is mijn liefde’), dat (zij het met een andere melodie) al op het zangfeest van 1869 was gezongen, nam de plaats van het volkslied in.
Het lied Mu isamaa on minu arm was speciaal voor het Zangfeest van 1947 herwerkt door de Estse dirigent en componist Gustav Ernesaks maar de patriottistische inhoud kon de sovjetautoriteiten niet bekoren, ondanks dat het lied langs de censuur was geraakt. Het lied werd daarop verboden. In 1969, op het eeuwfeest van de zangfeesten, mocht het ook niet gezongen worden. Na het einde van het officiële programma begonnen de koren echter spontaan het lied te zingen zonder dirigent. De communistische leiders probeerden het lied door de koperblazers te laten overstemmen maar dat lukte niet waardoor ze toch gedwongen waren om Gustav Ernesaks het lied te laten dirigeren.
Tot de jaren zestig traden op het zangfeest zowel volwassenen  als kinderen op. Rond 1960 werd besloten een apart zang- en dansfeest voor de jeugd (Noorte laulu ja tantsupidu) op te zetten. Het eerste werd gehouden in 1962, het meest recente was in 2017.
In 1975 werd de duur van het feest teruggebracht van drie naar twee dagen.

### Zingende Revolutie en herstel van de onafhankelijkheid: 1987-nu

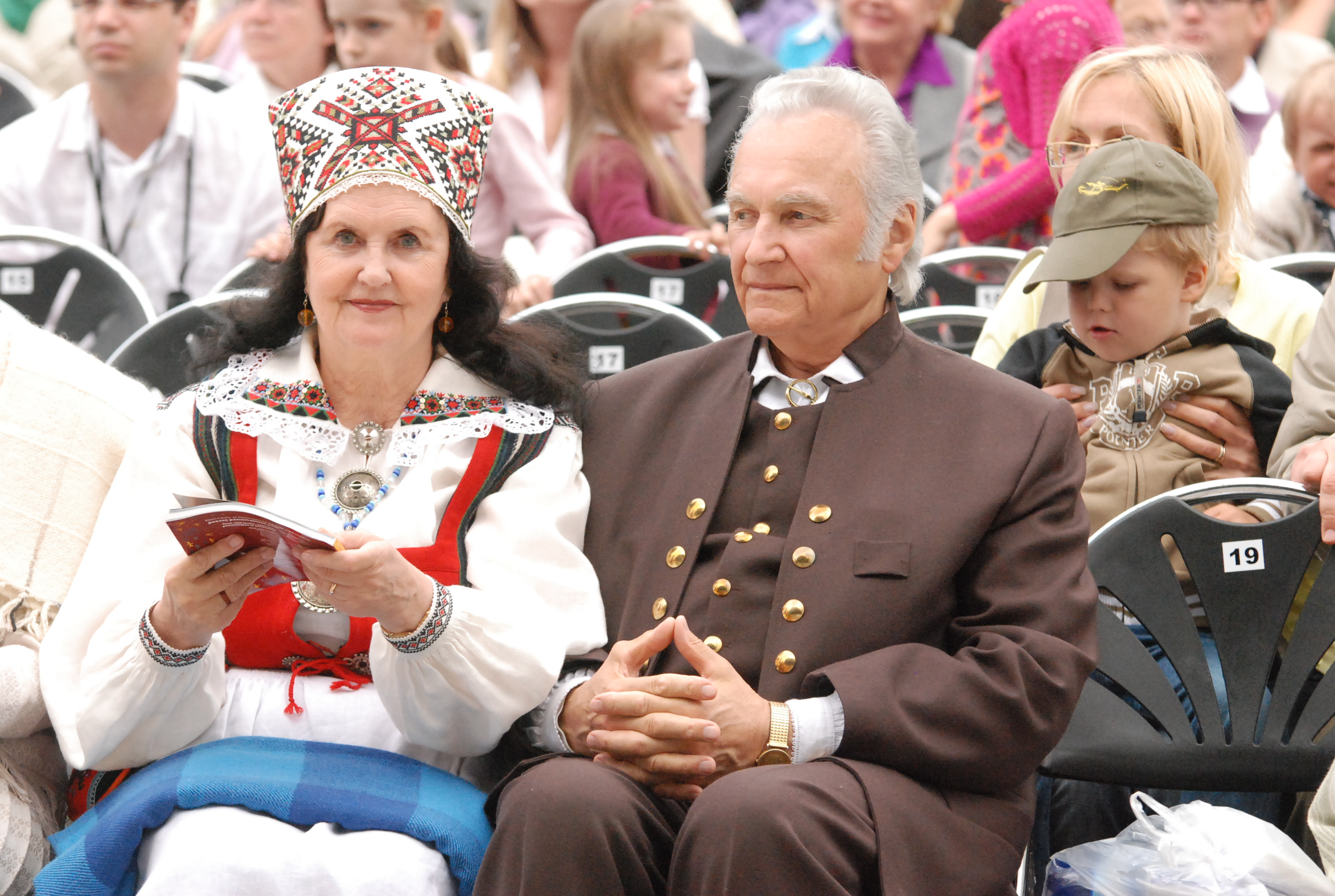
De toenmalige Estische president Arnold Rüütel met zijn vrouw Ingrid Rüütel in traditionele Estische klederdracht tijdens het zangfeest van 2009

Vanaf 1987 begon de Sovjet-Unie haar grip op Estland langzaam te verliezen. In 1987 kwamen de eerste succesvolle protesten tegen het sovjetregime doordat Esten tegen geplande fosformijnen protesteerden. Vervolgens kwam er in 1988 een eerste hoogtepunt van de zingende revolutie: een verboden rockconcert met patriottische liederen trok van Tallinn-centrum naar de zangfeestgronden en duurde uiteindelijk een week. Naar aanleiding van die bijeenkomst creëerde de Estse kunstenaar en cartoonist Heinz Valk de uitdrukking zingende revolutie (laulev revolutsioon in het Ests). 100.000 mensen stroomden naar de hoofdstad en toen verscheen voor het eerst in vijftig jaar weer de verboden Estse blauw-zwart-witte driekleur. Het feest van 1990 stond in het teken van de zingende revolutie, het geweldloze streven naar herstel van de onafhankelijkheid. De liederen die jarenlang verboden waren, werden ineens weer gezongen. Sinds Estland weer onafhankelijk is, wordt een strak schema van eens om de vijf jaar gehanteerd. De laatste editie was in 2019.

## Overzicht van de Estische zangfeesten

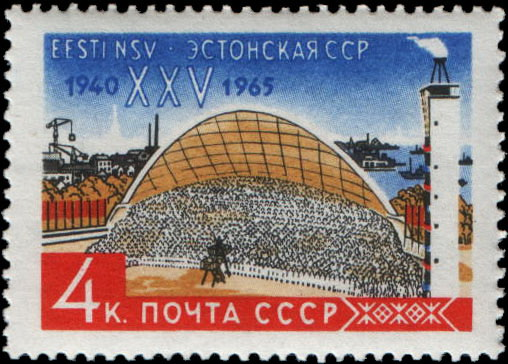
Sovjet-postzegel ter gelegenheid van het 25-jarig bestaan van de Estische Socialistische Sovjetrepubliek in 1965 én van het Estische Zangfeest in hetzelfde jaar

| Üldlaulupidu | Jaar | Datum          | Plaats  | Groepen | Deelnemers |
| ------------ | ---- | -------------- | ------- | ------- | ---------- |
| I            | 1869 | 18–20 juni     | Tartu   | 51      | 845        |
| II           | 1879 | 20–22 juni     | Tartu   | 64      | 1272       |
| III          | 1880 | 11–13 juni     | Tallinn | 48      | 782        |
| IV           | 1891 | 15–17 juni     | Tartu   | 179     | 2700       |
| V            | 1894 | 18–20 juni     | Tartu   | 263     | 3951       |
| VI           | 1896 | 8–10 juni      | Tallinn | 410     | 5681       |
| VII          | 1910 | 12–14 juni     | Tallinn | 527     | 10.000     |
| VIII         | 1923 | 30 juni–2 juli | Tallinn | 386     | 10.562     |
| IX           | 1928 | 30 juni–2 juli | Tallinn | 436     | 15.049     |
| X            | 1933 | 23–25 juni     | Tallinn | 500     | 16.500     |
| XI           | 1938 | 23–25 juni     | Tallinn | 569     | 17.501     |
| XII          | 1947 | 27–29 juni     | Tallinn | 703     | 25.760     |
| XIII         | 1950 | 21–23 juni     | Tallinn | 1.106   | 31.907     |
| XIV          | 1955 | 20–22 juli     | Tallinn | 893     | 30.321     |
| XV           | 1960 | 19–21 juni     | Tallinn | 875     | 29.273     |
| XVI          | 1965 | 16–18 juni     | Tallinn | 690     | 25.806     |
| XVII         | 1969 | 27–29 juni     | Tallinn | 771     | 30.230     |
| XVIII        | 1975 | 19–20 juli     | Tallinn | 641     | 28.537     |
| XIX          | 1980 | 6–7 juli       | Tallinn | 627     | 28.969     |
| XX           | 1985 | 20–21 juli     | Tallinn | 677     | 26.437     |
| XXI          | 1990 | 30 juni–1 juli | Tallinn | 690     | 28.922     |
| XXII         | 1994 | 2–3 juli       | Tallinn | 811     | 25.802     |
| XXIII        | 1999 | 3–4 juli       | Tallinn | 856     | 24.875     |
| XIV          | 2004 | 4–5 juli       | Tallinn | 850     | 22.759     |
| XV           | 2009 | 4–5 juli       | Tallinn | 864     | 26.430     |
| XVI          | 2014 | 4–6 juli       | Tallinn | 1.046   | 33.025     |
| XVII         | 2019 | 5–7 juli       | Tallinn | 1.020   | 32.411     |

## Het zangstadion

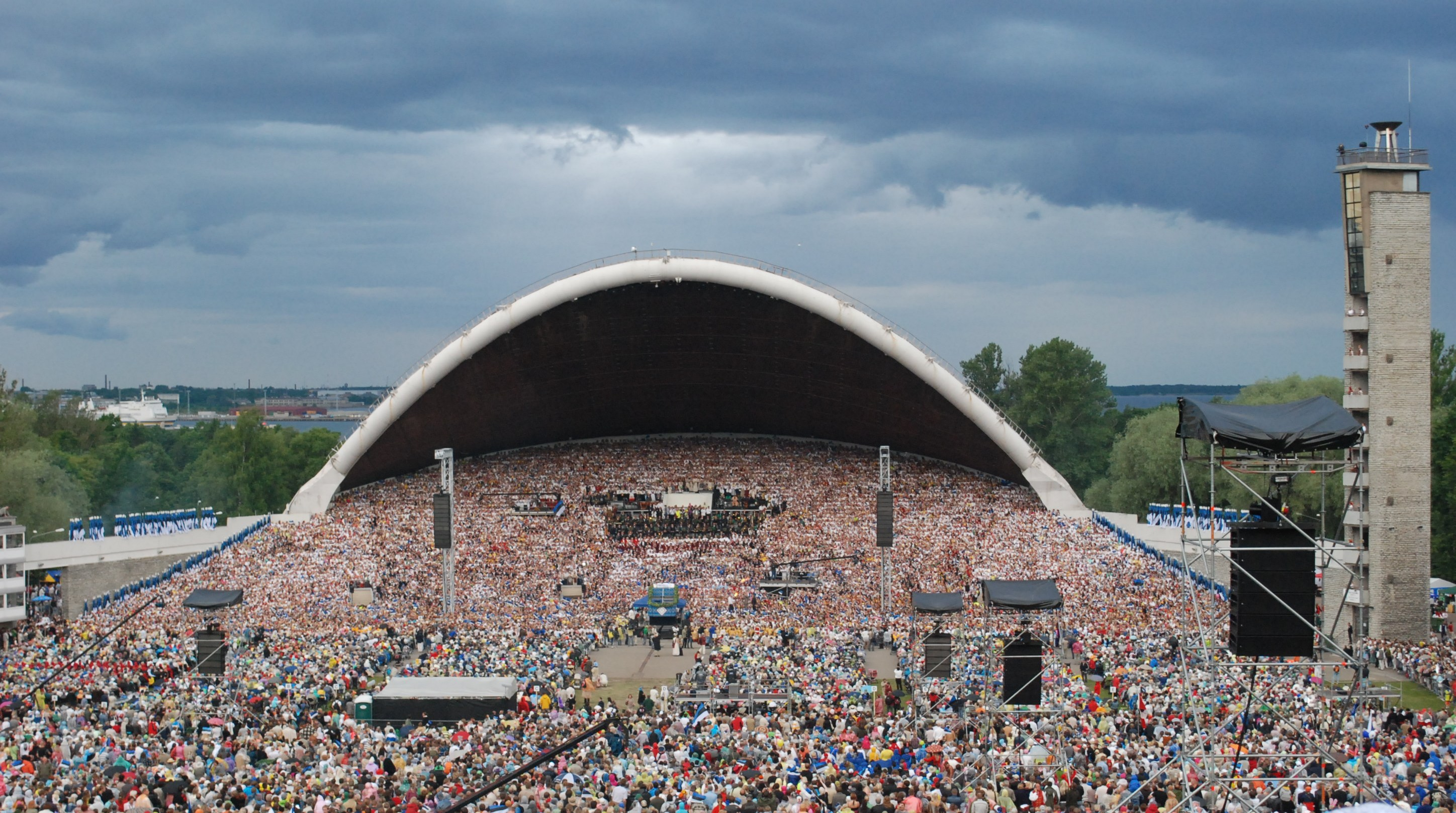
Het zangstadion in Kadriorg tijdens het zangfeest van 2009

In het begin van de jaren twintig werd in het noorden van de wijk Kadriorg van Tallinn een zangstadion gebouwd, Tallinna lauluväljak in het Estisch. Het ontwerp was van de architect Karl Burmann. In 1923 werd hier voor het eerst het Estische zangfeest gehouden. Alle volgende edities van het evenement vonden ook hier plaats.
In de jaren 1957-1960 werd het stadion gesloopt om plaats te maken voor een nieuw. Het ontwerp is van de hand van Alar Kotli en Henno Sepmann. De karakteristieke schelpachtige constructie moet een goede akoestiek waarborgen.
Het zangstadion wordt niet alleen voor het zangfeest gebruikt, maar ook voor andere uitvoeringen. In 1988 hield de onafhankelijkheidsbeweging Rahvarinne in dit stadion twee massademonstraties met achtereenvolgens 150.000 en 300.000 deelnemers (een kwart van de bevolking van Estland). Ze zongen patriottische liederen, waaronder het vroegere Estische volkslied Mu isamaa, mu õnn ja rõõm, en zwaaiden met de blauw-zwart-witte vlag uit de tijd van de Republiek Estland (1918-1940). Daarmee werd een reeks gebeurtenissen ingeluid die in 1991 zouden leiden tot hernieuwde onafhankelijkheid voor Estland en vaak de Zingende revolutie worden genoemd.
Het stadion wordt tegenwoordig ook voor popconcerten gebruikt. Zo hebben hier onder andere Michael Jackson, Tina Turner, The Rolling Stones, Elton John en Madonna opgetreden.